# Llano Grande Uluápam
Llano Grande Uluápam är en ort i Mexiko.   Den ligger i kommunen San Felipe Jalapa de Díaz och delstaten Oaxaca, i den sydöstra delen av landet, 300 km sydost om huvudstaden Mexico City. Llano Grande Uluápam ligger 398 meter över havet och antalet invånare är 180.
Terrängen runt Llano Grande Uluápam är bergig söderut, men norrut är den kuperad. Runt Llano Grande Uluápam är det ganska tätbefolkat, med 185 invånare per kvadratkilometer. Närmaste större samhälle är San Bartolomé Ayautla, 6,4 km väster om Llano Grande Uluápam. I omgivningarna runt Llano Grande Uluápam växer i huvudsak städsegrön lövskog.